# Jagri József
Jagri József (Miskolc, 1947. január 2. –) magyar színész, színházigazgató, író.

## Életpályája
A miskolci Földes Ferenc Gimnáziumban érettségizett 1965-ben. Színészi pályája az Állami Déryné Színházban indult, 1968-tól. Ugyanott szervezőtitkárként is dolgozott. 1989 tavaszán a Déryné Színházból kivált színésztársaival létrehozták a budapesti Pitypang Színpadot, melynek művészeti vezetője, igazgatója. A Pitypang Színpad tájoló előadásokat tart, repertoárján kizárólag mesejátékok szerepelnek, célközönségük az óvodások és a kisiskolások, alsó tagozatos gyermekek. Színházvezetői és színészi munkái mellett mesejátékok írásával, dramatizálással és rendezéssel is foglalkozik.

## Színházi szerepeiből
- Gaetano Donizetti: Szerelmi bájital... Enrico; Roberto
- Szirmai Albert: Mézeskalács... János
- Fényes Szabolcs: Maya... Pici, légionista; Jonny, légionista
- Jacobi Viktor: Leányvásár... 2. cowboy
- Sármándi Pál: Peti kalandjai... Űrpilóta
- Jagri József: Cirkusz az erdőben... Vadász

## Bemutatott műveiből
- Cirkusz az erdőben
- Kalamajka Tündér
- Róka Rudi kalandjai
- Mátyás király meg az ördög